# Konstantyn Dukas (współcesarz)
Konstantyn Dukas (ur. w 1060; zm. w 1081) – panował jako współcesarz w Cesarstwie Bizantyńskim od 1060 do 1078 roku. Syn Konstantyna X, brat Michała VII Dukasa.